# Ronaldo Laranjeira
Ronaldo Laranjeira, Ph.D é um médico psiquiatra brasileiro, coordenador da Unidade de Pesquisa em Álcool e Drogas na Escola Paulista de Medicina da Universidade Federal de São Paulo (Unifesp) e é Ph.D em Dependência Química na Inglaterra. Atuante na questão do combate às drogas, para Ronaldo "a veiculação indiscriminada de propaganda de bebida alcoólica incentiva o consumo por parte dos adolescentes e dos jovens".

## Biografia
Ronaldo graduou-se no ano de 1982 em Medicina pela Escola Paulista de Medicina, fez residência em Psiquiatria pela EPM (1984) e é Doutor em Psiquiatria pela Universidade de Londres (1994). No ano de 2014 recebeu o prêmio Griffith Edwards, premiação da International Society of Addiction Journal Editors, em reconhecimento pela atuação como clínico, educador e implementador de políticas públicas sobre álcool e drogas.[carece de fontes?] . É professor Titular de Psiquiatria da Escola Paulista de Medicina.
Coordenou os dois Levantamentos Nacionais sobre Álcool e Drogas (LENAD) que utilizam a amostragem domiciliar para avaliar o consumo de substâncias. Coordena vários serviço públicos na área de dependência química, como: CRATOD, HELVÉTIA (no coração da Cracolândia)
, AME de Psiquiatria na Vila Maria, Hospital LACAN, Hospital CANTAREIRA. Todos esses serviços sobre o gerenciamento da SPDM que é uma organização social de saúde com mais de 86 anos atuando na área pública, e gerencia também o Hospital São Paulo da Escola Paulista de Medicina.

## Polêmicas
Em entrevista a jornalista Joice Hasselmann, para o site da Revista Veja, Ronaldo Laranjeira declarou que a presidente Dilma Rousseff, "não possui integridade nas funções cognitivas".
Estudioso das drogas e da dependência química, Ronaldo declara ser contra a descriminalização das drogas.

## Televisão
- (2010) De Frente com Gabi[4]
- (2013) Roda Viva[5]